# Filip Dimitrow
Filip Dimitrow Dimitrow, bułg. Филип Димитров (ur. 31 marca 1955 w Sofii) – bułgarski prawnik, psychoterapeuta, polityk i pisarz, w latach 80. działacz opozycji antykomunistycznej, po Okrągłym Stole przewodniczący Związku Sił Demokratycznych (1990–1994) oraz premier Bułgarii (1991–1992), deputowany do Zgromadzenia Narodowego 36., 37. i 40. kadencji. Od drugiej połowy lat 90. aktywny w polityce zagranicznej, m.in. jako ambasador Bułgarii przy ONZ i w Stanach Zjednoczonych, poseł do Parlamentu Europejskiego, od 2010 do 2014 ambasador Unii Europejskiej w Gruzji.

## Życiorys

### Wykształcenie
Jest absolwentem wydziału prawa na Uniwersytecie Sofijskim im. św. Klemensa z Ochrydy (1977). Ponadto ukończył podyplomowe studia z zakresu psychoterapii indywidualnej i grupowej. Od 1979 do upadku komunizmu praktykował w stolicy kraju jako adwokat, m.in. udzielał pomocy prześladowanym przez reżim obywatelom tureckiego pochodzenia. W tym czasie zaangażował się w działalność opozycyjną.

### Działalność polityczna do 1992
Po utworzeniu Związku Sił Demokratycznych został członkiem krajowej rady koordynacyjnej, organu kierowniczego SDS. W grudniu 1990 wyszło na jaw, że przewodniczący tego gremium, Petyr Beron, przez ponad dwadzieścia lat był współpracownikiem tajnych służb bezpieczeństwa. Pod naciskiem prezydenta Żelu Żelewa złożył dymisję, a na jego następcę wybrano Filipa Dimitrowa, który poprowadził partię do zwycięstwa w pierwszych wolnych wyborach parlamentarnych w październiku 1991. Następnie Filip Dimitrow stanął na czele nowego rządu. Był pierwszym w historii kraju premierem z opozycyjną przeszłością, w którego gabinecie nie było ani jednego dawnego działacza partii komunistycznej.
Powołany przez niego rząd kontynuował zainicjowane przez gabinet Dimityra Popowa reformy demokratyzujące Bułgarię, m.in. reformę finansową, zmieniającą gospodarkę centralnie planowaną na wolnorynkową (ministrem finansów ponownie został Iwan Kostow). Ponadto wprowadził ustawę przywracającą dawnym właścicielom ziemie przywłaszczone przez reżim komunistyczny oraz rozpoczął proces prywatyzacji przedsiębiorstw sektora publicznego. Był pierwszym, który złożył projekt ustawy o „dekomunizacji sfery państwowej”. W polityce zagranicznej Filip Dimitrow obrał, w sposób bardziej zdecydowany niż jego poprzednik, kierunek prozachodni. Jednym z najczęściej przywoływanych osiągnięć rządu z tego okresu jest fakt, że Bułgaria jako pierwszy kraj zaakceptowała niepodległość Macedonii, z którą stosunki w przeszłości nie zawsze układały się poprawnie. Jednak tak radykalna zmiana wizji politycznej była związana ze wzrostem nakładów finansowych na przebudowywaną administrację, co doprowadziło do zaciągnięcia przez Bułgarię długu w Międzynarodowym Funduszu Walutowym.
Rząd przetrwał ponad rok. W drugiej połowie 1992 Filipa Dimitrowa zaczął otwarcie krytykować prezydent Żelu Żelewa, który zarzucił mu utrzymywanie status quo w służbach mundurowych, głównie w policji, gdzie ciągle pracowało wielu dawnych członków aparatu represyjnego. Wkrótce gabinet stracił także poparcie Ruchu na rzecz Praw i Wolności, reprezentującego w parlamencie mniejszość turecką. 30 grudnia 1992 głosami posłów głównie tej partii oraz postkomunistycznej Bułgarskiej Partii Socjalistycznej uchwalono wotum nieufności dla premiera i jego ministrów. Na czele nowego gabinetu stanął popierany przez prezydenta bezpartyjny ekonomista Luben Berow.

### Działalność publiczna od 1992
Filip Dimitrow był deputowanym do Zgromadzenia Narodowego przez dwie kadencje (1991–1994 i 1994–1997). Po przegranych przez SDS wyborach parlamentarnych w 1994 zrzekł się funkcji przewodniczącego partii na rzecz Iwana Kostowa.
W drugiej połowie lat 90. jako wiceprzewodniczący parlamentarnego komitetu ds. wstąpienia Bułgarii do UE dał się poznać jako zwolennik szybkiej integracji europejskiej. Po ponownym wygraniu wyborów przez SDS w 1997 został ambasadorem Bułgarii przy Organizacji Narodów Zjednoczonych (pełnił tę funkcję od kwietnia 1997 do lipca 1998), a następnie przez prawie cztery lata (od sierpnia 1998 do stycznia 2002) był ambasadorem w Stanach Zjednoczonych.
Od 2005 do 2009 ponownie był deputowanym do Zgromadzenia Narodowego, a także jego wiceprzewodniczącym z ramienia SDS. Rozpoczął prowadzenie wykładów na sofijskim Uniwersytecie Amerykańskim oraz – jako profesor wizytujący – w Woodrow Wilson International Center for Scholars. Po wejściu Bułgarii do Unii Europejskiej, od 1 stycznia do 5 czerwca 2007, zasiadał w Parlamencie Europejskim.
W 2010 został mianowany ambasadorem UE w Gruzji. Pełnił tę funkcję do 2014.

## Życie prywatne
Jest żonaty z lekarką Eleną Guergujewą. Jest autorem artykułów z zakresu politologii i psychoterapii oraz trzech powieści.